# Lampazos de Naranjo (kommun)
Lampazos de Naranjo är en kommun i Mexiko.   Den ligger i delstaten Nuevo León, i den centrala delen av landet, 900 km norr om huvudstaden Mexico City.
Följande samhällen finns i Lampazos de Naranjo:
- Lampazos de Naranjo